# Operazione Doppelgänger
L'operazione Doppelgänger è un'operazione di disinformazione russa rivolta contro la Germania, la Francia e alcuni paesi occidentali. L'operazione è iniziata in concomitanza con l'invasione russa dell'Ucraina del 2022.

## Storia
L'operazione di disinformazione è stata identificata per la prima volta in Germania nella primavera del 2022, quando la ONG EU DisinfoLab ha identificato in rete finti articoli di alcuni fra i più noti giornali tedeschi come Der Spiegel, Bild e Die Welt. L'attacco fu confermato anche dal Gruppo META che soppresse circa 1600 conti e 700 pagine legati a questa campagna di disinformazione.
Nel 2023 l'attacco cambiò bersaglio prendendo di mira principalmente il Ministero degli esteri francese e alcune delle testate giornalistiche più note del Paese come Le Monde, Parisien e Le Figaro. Il 13 giugno il Ministro degli affari esteri, Catherine Colonna, ha dichiarato: "Le autorità francesi hanno evidenziato l'esistenza di una campagna digitale di manipolazione dell'informazione contro la Francia che ha coinvolto attori russi e alla quale hanno partecipato enti statali o affiliati allo Stato russo amplificando informazioni false." La ministra ha anche precisato: "La Francia condanna queste azioni indegne di un membro permanente del Consiglio di sicurezza delle Nazioni Unite."
Malgrado le denunce e proteste l'operazione Doppelgänger continua e si è intensificata, colpendo anche nuovi Paesi tra cui l'Italia.

## Obiettivo
L'obiettivo iniziale della campagna di disinformazione era di minare il sostegno dei Paesi occidentali all'Ucraina, manipolando l'opinione pubblica e rendendola pro-russa. Con il passare del tempo l'operazione si è ampliata e ha toccato svariati argomenti con l'obiettivo di minare la fiducia dei cittadini nei confronti dei propri governi.

## Metodo
L'operazione è stata denominata Doppelgänger perché si rifa alla parola tedesca che richiama l'idea di un gemello o un doppio cattivo. Il metodo utilizzato infatti è quello di creare falsi articoli che copiano i siti delle testate occidentali. L'inganno arriva al punto che se si cliccano altri articoli, automaticamente si arriva sul sito ufficiale del giornale. Solo guardando l'indirizzo url ci si accorge che l'articolo è un falso.